# Salgadinho (Paraíba)
Salgadinho is een gemeente in de Braziliaanse deelstaat Paraíba. De gemeente telt 3.518 inwoners (schatting 2009).